# Mario Party 4
Mario Party 4 – japońska konsolowa gra wyprodukowana przez Hudson Soft. Gra została wydana przez Nintendo w 2002 roku na konsolę Nintendo GameCube.